# Villa Ravera
A Villa Ravera (anteriormente conhecida como a Villa Demaria) é uma mansão histórica localizada em Ivrea na Itália.

## História
A mansão foi construída em 1897 segundo o projeto do engenheiro Baraggioli, a pedido do doutor Federico Demaria, marido de Angela Baratti da famosa família de confeiteiros. As obras de construção foram realizadas pela empresa Pilatone. O corso Costantino Nigra, onde a villa está localizada, era na época uma das ruas da cidade mais caracterizadas pelo desenvolvimento urbano, pois ligava o seu centro histórico à Estação de Ivrea por meio da Ponte Nuovo.
Durante a Guerra Civil Italiana, a villa foi a sede do comando alemão baseado em Ivrea; porém, a proximidade da mansão à ponte ferroviária não impediu que os guerrilheros italianos conseguissem explodi-la, interrompendo assim a linha Chivasso-Aosta.

## Descrição
O edifício está localizado no corso Costantino Nigra, do lado oposto da rua em relação ao Palazzo Ravera. A propriedade faz fronteira ao norte com o jardim da Villa Luisa.
A villa apresenta um estilo eclético de inspiração neorrenascentista.

## Galeria

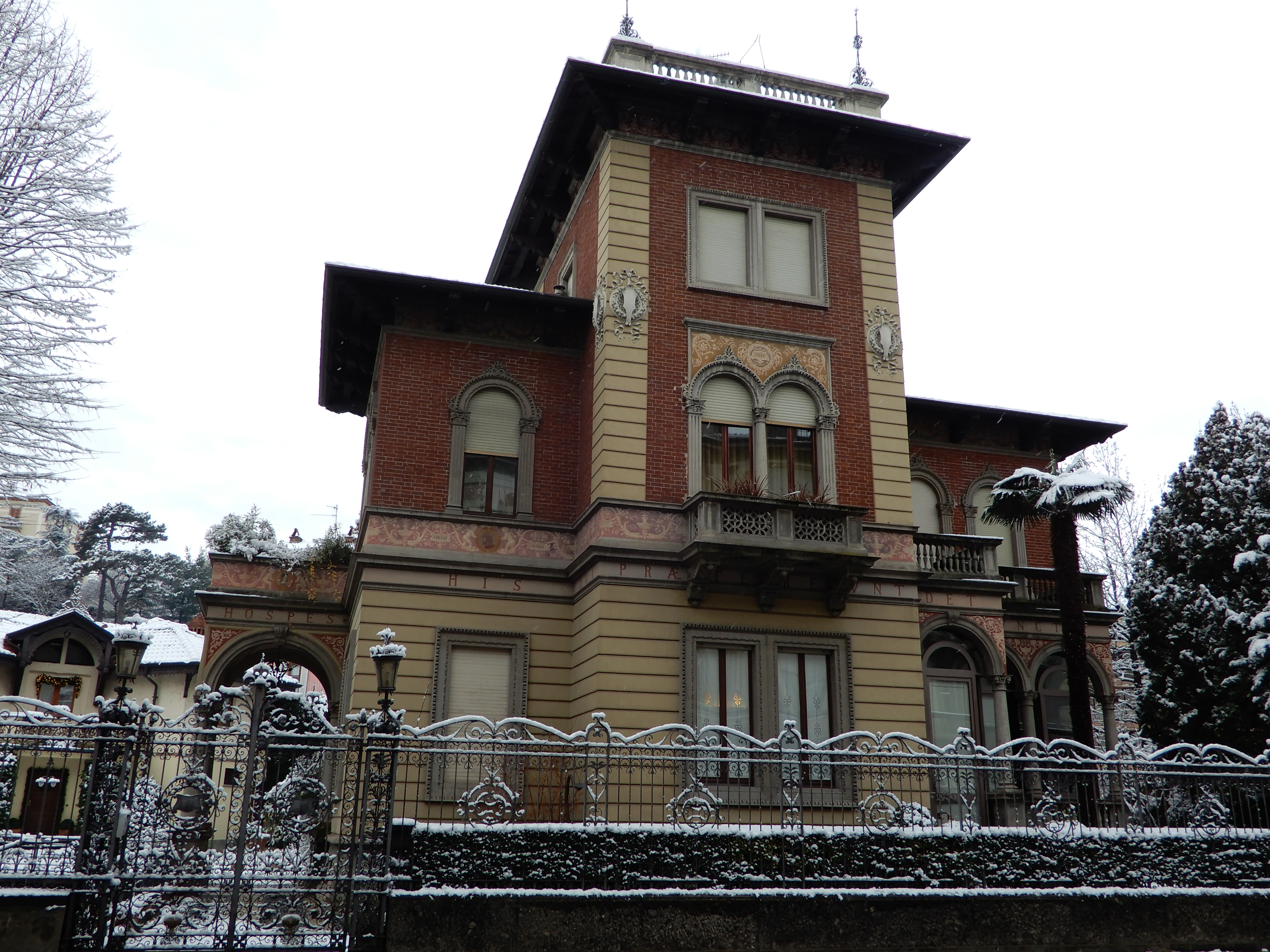
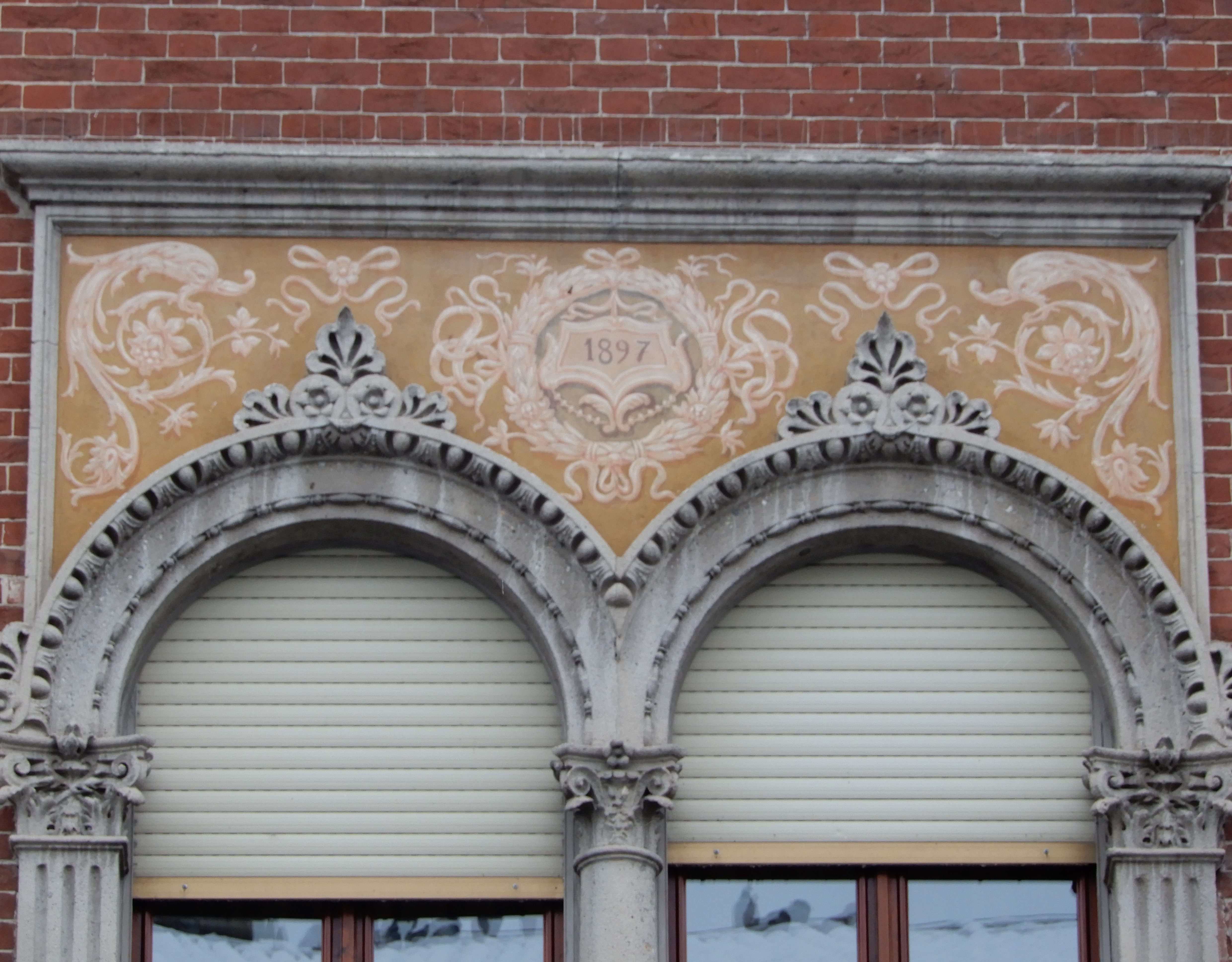
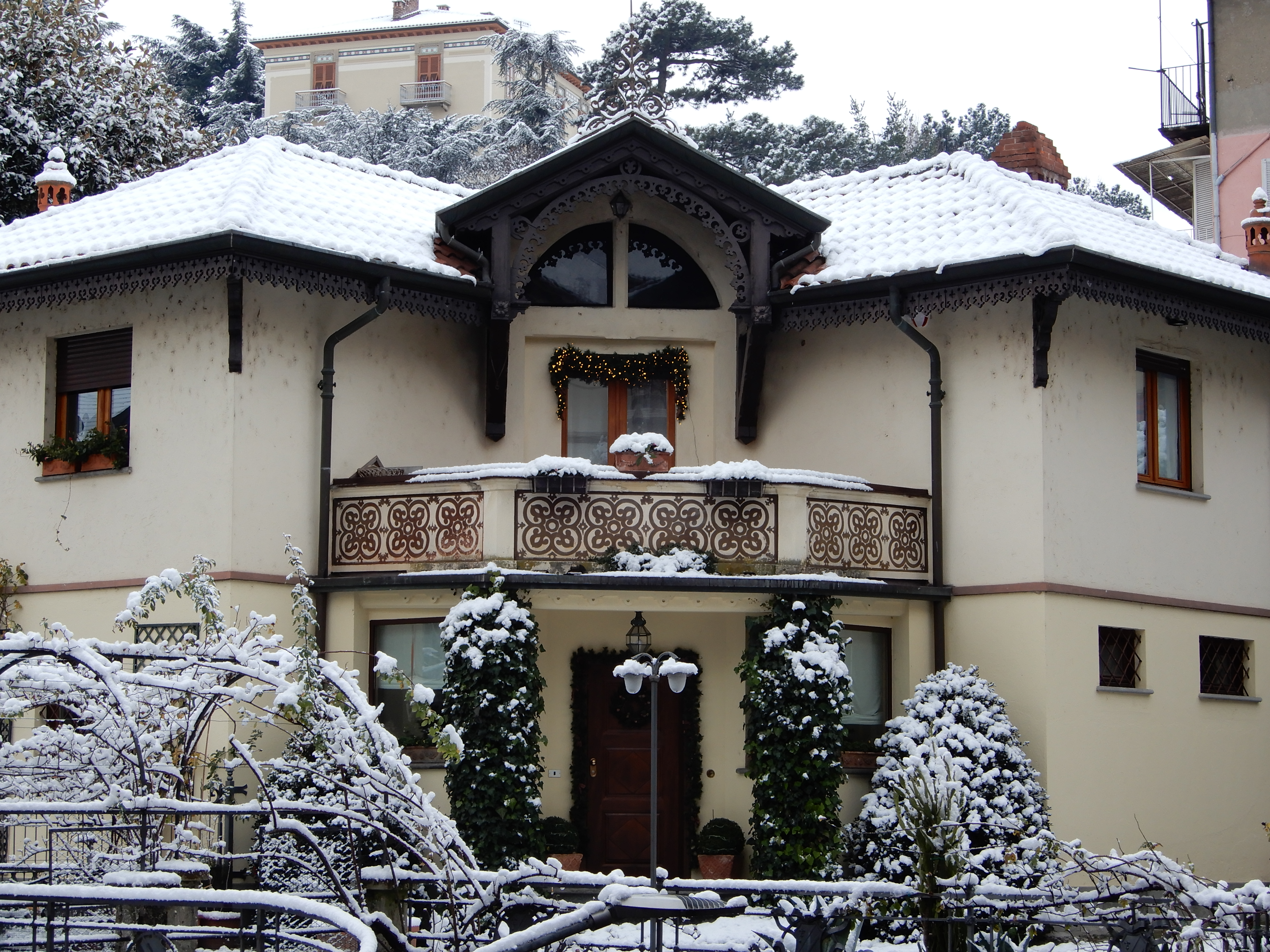